# اشباح (فیلم ۱۹۹۸)
اشباح (انگلیسی: Phantoms) فیلمی در ژانر ترسناک و علمی–تخیلی به کارگردانی جو شپل است که در سال ۱۹۹۸ منتشر شد.

## بازیگران
- پیتر اوتول
- رز مک‌گوآن
- جوانا گوئینگ
- لیو شرایبر
- بن افلک
- کلیفتون پاول
- بو هاپکینز
- رابرت نپر
- ولری چو